# Личины сексуальности
«Личины сексуальности» (англ. Sexual Personae: Art and Decadence from Nefertiti to Emily Dickinson) — книга писательницы и критика Камиллы Палья о сексуальном декадансе в западной литературе и изобразительном искусстве, опубликованная в 1990 году и в которой она обращается к таким крупным художникам и писателям, как Донателло, Сандро Боттичелли, Леонардо да Винчи, Эдмунд Спенсер, Уильям Шекспир, Иоганн Вольфганг фон Гёте, Сэмюэл Тейлор Кольридж, лорд Байрон, Эмили Бронте и Оскар Уайльд. Она поддерживают утверждение Фридриха Ницше, что основной конфликт в западной культуре существует между бинарными аполлоническими и дионисийскими силами: Аполлон ассоциируется с порядком и симметрией, а Дионис — с хаосом, беспорядком и природой. Книга была критически воспринята многими учёными-феминистками, но получила высокую оценку у множества литературных критиков.

## Предыстория
По собственному признанию Пальи, предшественником «Личин сексуальности» была книга об авиаторе Амелии Эрхарт, которую она начала писать, ещё учась в старшей школе. Знакомство со «Вторым полом» Симоны де Бовуар в 1963 году вдохновило Палью на написание книги большего размера. Книга стала формироваться в виде сборника эссе, написанных её в колледже, в период с 1964 по 1968 год. Название было навеяно фильмом Ингмара Бергмана «Персона», который она посмотрела в американском прокате в 1968 году. Книга была закончена в 1981 году, но не была принята семью крупными нью-йоркскими издательствами. Наконец в 1990 году издательство Йельского университета выпустило в свет труд Пальи. Первоначальное предисловие к «Личинам сексуальности» было удалено по предложению редакции Йельского университета из-за чрезмерного большого размера книги, но впоследствии оно появилось в сборнике эссе Пальи «Секс, искусство и американская культура» (1992).
Палья описывает метод, использовавшийся ей при написании «Личин сексуальности» как психоаналитический, отдающий должное наследию Зигмунда Фрейда и Карла Густава Юнга. На неё также оказали влияние «Золотая ветвь» Джеймса Джорджа Фрейзера (1890), «Введение в изучение греческой религии» Джейн Харрисон (1903), «Закат Европы» Освальда Шпенглера (1918), «Влюблённые женщины» Дэвида Лоуренса (1920), «Таласса» Шандора Ференци (1924), произведения литературных критиков Дж. Уилсона Найта и Гарольда Блума, «Великая Мать» (1955) и «Происхождение и развитие сознания» (1949) Эриха Ноймана, «Обнажённые» Кеннета Кларка (1956), «Поэтика пространства» Гастона Башляра (1958), «Жизнь против смерти» Нормана О. Брауна (1959) и «Тело любви» (1966), а также «Любовь и смерть в романе» и «Американский роман» (1960) Лесли Фидлера. Палья также признала влияние астрологии в своей работе
Палья следующим образом высказалась о своей книге: «Ей предназначалось быть никому не угодной и всех обидеть. Весь процесс по написанию книги заключался в том, чтобы выявить подавленные аспекты современной культуры, какими бы они ни были, и прощупать их. Одной из главных моих задач заключалось в демонстрации того, что порнография присутствует в большом искусстве повсеместно. История искусства в том виде, в котором она написана, абсолютно свободна от секса, репрессивная и пуританская. Я стремлюсь к точности и историческим знаниям, но в то же время стараюсь избавиться от них с порнографической интенсивностью».

## Содержание
Палья стремится показать в своей работе «единство и преемственность западной культуры». Принимая каноническую западную традицию, она «отвергает модернистскую идею о том, что культура распалась на бессмысленные фрагменты». Палья утверждает, что христианство не уничтожило язычество, которое продолжает процветать в искусстве, эротике, астрологии и массовой культуре. Она исследует античность, Возрождение и романтизм с конца XVIII века до 1900 года, утверждая, что «романтизм почти сразу превращается в декаданс». Палья приходит к выводу, что «аморальность, агрессия, садизм, вуайеризм и порнография в большом искусстве игнорируются или приукрашиваются большинством учёных критиков» и что секс и природа являются «грубыми языческими силами». Она также подчёркивает правдивость сексуальных стереотипов и биологическую основу половых различий, отмечая, что её позиция «обязательно вызовет споры». В матери автор видит подавляющую силу, обрекающую мужчин на пожизненное сексуальное беспокойство, от которого они на короткое время спасаются при помощи рационализма и физических реализаций.
Изображая западную культуру как борьбу между фаллической религией неба, с одной стороны, и хтонической религией земли, с другой, Палья опирается на греко-римскую полярность между аполлоническим и дионисийским. Она связывает Аполлона с порядком, структурированностью и симметрией, а Диониса — с хаосом, беспорядком и природой. Она анализирует литературу и искусство, исходя из того, что основной конфликт в западной культуре всегда был между этими двумя силами. По её мнению, основные модели преемственности в западной культуре берут своё начало в язычестве. К другим источникам преемственности она относит андрогинность, садизм и агрессивный «западный взгляд», стремящийся преодолеть непрекращающуюся враждебность природы и создавший искусство и кино. Палья критикует феминисток за сентиментальность или принятие желаемого за действительное в вопросе о проблемах изнасилований, насилия и плохих отношений между полами.

## Русский перевод
- Палья, Камилла. Личины сексуальности [пер. с англ. под общ. ред. С. Никитина]. — Екатеринбург: У-Фактория: Изд-во Урал. ун-та, 2006 (Екатеринбург: Уральский рабочий). — 871 с. — (Академический бестселлер).